# Des Arc (Arkansas)
Des Arc – miasto w Stanach Zjednoczonych, w stanie Arkansas, siedziba administracyjna hrabstwa Prairie.